# Неменделівське успадкування
Неме́нделівське успадкува́ння — типи успадкування в еукаріотів, що не описуються законами Менделя. Неменделівське успадкування властиве імпринтованим генам; ознакам, що кодуються генами, які містяться в цитоплазматичних елементах спадковості (мітохондріальній ДНК і ДНК хлоропластів); полігенним ознакам, тобто тим, які визначає взаємодія декількох генів. Також неменделівське успадкування виникає внаслідок парамутацій, мейотичного драйву, генної конверсії, експансії мікросателітних повторів, інфікування різними агентами (наприклад, пріонними білками) та інших процесів. Неменделівське успадкування характерне для деяких спадкових захворювань у людини.